# Masanao Sasaki
Masanao Sasaki (født 19. juni 1962) er en japansk fodboldspiller.

## Japans fodboldlandshold
| Japans landshold | Japans landshold | Japans landshold |
| År               | Kmp              | Mål              |
| ---------------- | ---------------- | ---------------- |
| 1988             | 2                | 0                |
| 1989             | 11               | 0                |
| 1990             | 6                | 0                |
| 1991             | 1                | 0                |
| Total            | 20               | 0                |